# Aktive højmoser
Aktive højmoser er højmoser, som stadig er under dannelse. Disse moser modtager fortsat kun deres vand gennem nedbør. Mosens overflade er konveks og hævet over det omgivende lands niveau. Det skyldes den evne, som Tørvemos (Sphagnum) har, og som betyder, at moseplanterne selv hæver overfladen en anelse hvert år.
Inde på mosefladen vil man finde tuer, som er bevoksninger med Hedelyng (Calluna vulgaris) eller andre lyngarter. Mellem dem er der lavninger, høljer, som er bevokset med tørvemos og Hvid Næbfrø (Rhynchospora alba).
Aktive højmoser er en betegnelse for en naturtype i Natura 2000-netværket, med nummeret 7110.

## Højmosens planter
Blandt de karakteristiske plantearter på den aktive højmose kan man nævne:
- Almindelig Rosmarinlyng (Andromeda polifolia)
- Almindelig Tranebær (Vaccinium oxycoccus)
- Dun-Birk (Betula pubescens)
- Hvid Næbfrø (Rhynchospora alba)
- Mose-Pors (Myrica gale)
- Mose-Post (Rhododendron tomentosum)
- Rundbladet Soldug (Drosera rotundifolia)
- Rundbladet Tørvemos (Sphagnum magellanicum) og mange andre tørvemosser
- Tue-Kæruld (Eriophorum vaginatum)

## Højmosens insekter
- Stor kærguldsmed (Leucorrhinia pectoralis)
- Moseperlemorsommerfugl (Boloria aquilonaris)
- Moserandøje (Coenonympha tullia)
- Bølleblåfugl (Plebejus optilete)
- Brunlig Metalvinge (Rhagades pruni)
- Tørst-Pletmåler (Macaria alternata)
- Mose-Harlekin (Arichanna melanaria)
- Mose-Pelsugle (Acronicta menyanthidis)
- Blåbær-Næbugle (Bomolocha crassalis)
- Melbærris-Dagugle (Coranarta cordigera)
- Lamda-Stenugle (Lithophane lamda)

## Højmosens fugle
- Perleugle (Aegolius funereus)
- Blisgås (Anser albifrons)
- Hjerpe (Bonasa bonasia)
- Rørdrum (Botaurus stellaris)
- Stor hornugle (Bubo bubo)
- Natravn (Caprimulgus europaeus)
- Rørhøg (Circus aeruginosus)
- Sangsvane (Cygnus cygnus)
- Sortspætte (Dryocopus martius)
- Trane (Grus grus)
- Havørn (Haliaeetus albicilla)
- Hedelærke (Lullula arborea)
- Fiskeørn (Pandion haliaetus)
- Brushane (Philomachus pugnax)
- Hjejle (Pluvialis apricaria)
- Slagugle (Strix uralensis)
- Urfugl (Tetrao tetrix)
- Tjur (Tetrao urogallus)
- Tinksmed (Tringa glareola)

## Højmosens bløddyr
- Sumpvindelsnegl (Vertigo moulinsiana)

## Aktive Højmoser i Danmark
Aktive Højmoser er en særdeles sjælden naturtype i Danmark og er truet alle steder hvor den forekommer. De fleste aktive højmoser er fredet.
Nogle eksempler er:
- Større områder i Lille Vildmose, Nordjylland, sydøst for Ålborg
- Mindre områder i Store Vildmose, Nordjylland, nordvest for Ålborg
- Brunmose i Velling Skov, Midtjylland
- Kongens Mose, Sønderjylland, sydvest for Løgumkloster
- Holmegårds Mose i Sydsjælland
- Skidendam, Teglstrup Hegn, Nordsjælland
- Bøllemosen, Jægersborg Hegn v. Skodsborg, Nordsjælland
- Maltemosen, Store Dyrehave v. Hillerød, Nordsjælland
- Kirkemosen, Ryegård Dyrehave v. Ejby (ved Kirke Hyllinge), Hornsherred
- Sortemose, Allerød, Nordsjælland

Der er ingen egentlige aktive højmoser i umiddelbar nærhed af København. Gammelmosen i Vangede er stærkt tilgroet og der er et mindre stykke højmose i den østlige del af Lyngby Åmose som holdes ryddet for tilvækst af buske og træer.
Bemærk: Det kan være livsfarligt at begive sig ud på højmose-fladen hvis man ikke kender området særdeles godt. Også randzonen kan være farlig.